# Bobby Mimms
Robert Andrew „Bobby“ Mimms (* 12. Oktober 1963 in York) ist ein ehemaliger englischer Fußballtorhüter. Als zweiter Torwart hinter Neville Southall gewann er 1987 mit dem FC Everton die englische Meisterschaft. Zu Beginn der 1990er-Jahre hatte er maßgeblichen Anteil an der Entwicklung der Blackburn Rovers vom Zweitligisten zum Meisterschaftsaspiranten, fiel dann aber beim Gewinn der Vizemeisterschaft 1994 und beim Premier-League-Titel 1995 in der Hackordnung hinter Tim Flowers zurück.

## Sportlicher Werdegang

### Über Rotherham nach Everton (1981–1988)
Im Oktober 1979 schloss sich Mimms als Schüler der Nachwuchsabteilung von Halifax Town an und zum Ende der Saison 1980/81 folgte die Beförderung in den Profikader. Die sportliche Perspektive bei dem damaligen Viertligisten war jedoch beschränkt, da er hinter John Kilner und Lee Smelt nur dritter Torwart war und bereits im November 1981 zog es ihn in die zweithöchste Spielklasse zu Rotherham United. Am 8. Mai 1982 gab Mimms gegen die Blackburn Rovers sein Profiligadebüt und nachdem er zunächst noch Ersatzmann hinter Ray Mountford und später Alan Stevenson war, eroberte er sich nach dem Abstieg des Klubs im März 1984 einen Stammplatz. In der anschließenden Saison 1984/85 verpasste er nicht eine einzige Partie und spielte sich damit in den Fokus der englischen U-21-Auswahl, für die er letztlich drei Partien absolvierte. Trotz seiner Größe zeigte er sich dabei in seinen Aktionen außergewöhnlich agil und mit diesen Empfehlungen wechselte er im Sommer 1985 zum amtierenden englischen Meister FC Everton.
Als zweiter Torwart hinter Neville Southall debütierte er erst im Oktober 1985 für seinen neuen Verein. Im März 1986 liehen ihn die „Toffees“ an Notts County aus, riefen ihn aber nur kurze Zeit später zurück, da sich Southall verletzt hatte. Dadurch stand Mimms während der letzten elf Pflichtspielen in der Saison 1985/86 zwischen den Pfosten des FC Everton und kassierte dabei in den ersten sechs Partien nur ein einziges Gegentor. Dazu war er Teil der Mannschaft, die im FA-Cup-Finale gegen den Lokalrivalen FC Liverpool mit 1:3 verlor. Obwohl Mimms in seinen knapp drei Jahren für Everton sporadisch zum Einsatz kam, blieb ihm der endgültige Durchbruch versagt und stattdessen sammelte er in der zweiten Liga bei den Leihvereinen AFC Sunderland, Blackburn Rovers und Manchester City kurzzeitig etwas mehr Spielpraxis. Größter Erfolg für Mimms in Everton war 1987 der Gewinn der englischen Meisterschaft, als er immerhin elf Ligapartien absolvierte, was wiederum für den offiziellen Erhalt einer Medaille ausreichte. Als ihm dann kurz vor Ende der Saison 1987/88 der Erstligakonkurrent Tottenham Hotspur die Aussicht auf einen Stammplatz offenbarte, zögerte Mimms nicht lange und wechselte im Februar 1988 an die White Hart Lane.

### Über Tottenham nach Blackburn (1988–1996)
Die Freude über die Beförderung zur „Nummer 1“ hielt jedoch nicht lange an, was daran lag, dass ihm der norwegische Neuzugang Erik Thorstvedt ab Januar 1989 den Stammplatz erfolgreich streitig machte und nach knapp zwei Jahren als Ersatz hinter Thorstvedt und einer kurzen Leihperiode beim schottischen Erstligisten FC Aberdeen fand Mimms im Dezember 1990 mit dem Zweitligisten Blackburn Rovers einen neuen Arbeitgeber. In Blackburn ersetzte er sofort den zuvor nur auf Leihbasis von Port Vale beschäftigten Mark Grew. Er absolvierte die letzten 22 Begegnungen der Saison 1990/91 und war mit daran beteiligt, dass sein Klub im vorletzten Spiel mit einem 1:1 gegen die Wolverhampton Wanderers den Fall in die Drittklassigkeit vermied. Als die Rovers schließlich mit Kenny Dalglish einen neuen Trainer verpflichteten und eine Reihe von Neuverpflichtungen tätigten, blieb Mimms zunächst sein Stammplatz erhalten und gemeinsam stieg man über die Play-offs in die 1992 neu geschaffene Premier League auf.
Mit neuen hochkarätigen Spielern wie Alan Shearer, Stuart Ripley, Graeme Le Saux und Kevin Gallacher bekam das Team an vielen Stellen ein neues Gesicht, aber Mimms verteidigte zunächst seine Position und bestritt alle 42 Premier-League-Partien, die dem Klub den vierten Abschlusstabellenplatz einbrachten. Nach 13 Ligaeinsätzen zu Beginn der anschließenden Saison 1993/94 verlor er im November 1993 seinen Stammplatz an den kurz zuvor für 2,4 Millionen Pfund vom FC Southampton transferierten Nationaltorhüter Tim Flowers und in den restlichen Begegnungen, die in die Vizemeisterschaft mündeten, saß er ausnahmslos auf der Ersatzbank. Wenig änderte sich an seinem Status in der Meistersaison 1994/95, als er lediglich vier Ligapartien zum Gesamterfolg beisteuern konnte. Diese wiederum resultierten aus einer Einwechslung nach einer roten Karte für Flowers aus der Partie gegen Leeds United (1:1) und den anschließenden drei Spielen, für die Flowers gesperrt wurde. In seiner letzten Saison 1995/96 für die Blackburn Rovers vertrat er ein weiteres Mal Flowers nach einer Hinausstellung in insgesamt zwei Partien und obwohl er sich dort in guter Form zeigte, erteilte ihm die Vereinsführung in Blackburn im Sommer 1996 die Freigabe für einen Wechsel. Dafür maßgeblich war auch, dass sich mit Shay Given ein weiteres Torwarttalent bei Leihklubs gut entwickelt hatte, das nun sukzessive als langfristiger Nachfolger für Flowers aufgebaut werden sollte.

### Die letzten Profijahre (1996–2001)
Nur kurzfristig fand Mimms Ende August 1996 mit dem Zweitligisten Crystal Palace einen Nachfolgeklub. Für die Londoner bestritt er im Rahmen einer Personalmisere nur ein einziges Pflichtspiel, bevor er eine Woche später in der dritthöchsten Spielklasse bei Preston North End anheuerte. Dort stand er in 33 Pflichtspielen der Saison 1996/97 im Gehäuse und zeigte sich trotz des kurzzeitigen Verlusts seines Stammplatzes gegen Mitte der Runde in guter Form. Im August 1997 kehrte er an eine alte Wirkungsstätte zu Rotherham United zurück, das mittlerweile nur noch in der vierten Liga spielte, und zeigte sich in den 47 Einsätzen von Beginn an gewohnt reaktionsschnell, wenngleich er vor allem „beim Herauslaufen“ ein wenig an Selbstvertrauen eingebüßt zu haben schien. Eine weitere Rückkehr führte Mimms im August 1998 in seine Geburtsstadt York. Für den dort aktiven Drittligisten York City war er zumeist in der Saison 1998/99 als Stammtorwart gesetzt und zusätzlich half er dem Klub ab der Rückrunde im Trainerstab aus. Dennoch endete die Spielzeit enttäuschend mit dem Abstieg in die vierte Liga. In der folgenden Saison 1999/2000 blieb Mimms zunächst im Tor gesetzt, bevor sich der neue Trainer Terry Dolan zu einer Verjüngung auf der Torwartposition entschloss und im März 2000 Mimms die Freigabe für einen Wechsel erteilte. Mimms lehnte zunächst ein Angebot des schottischen FC St. Johnstone ab und wechselte dann ablösefrei zum Viertligakonkurrenten Mansfield Town. Nach zwei guten Partien unterschrieb er in Mansfield einen neuen Vertrag und diente dem Klub fortan in Personalunion als Ersatztorhüter und Kotrainer. Der Kontrakt wurde anschließend um ein weiteres Jahr bis Sommer 2001 verlängert und in seiner letzten aktiven Profisaison verdrängte er sogar den etatmäßigen Keeper Ian Bowling. Dazu etablierte er sich als künftiger Torwarttrainer, wobei er seine Aktivitäten fortan außerhalb von Mansfield suchte.
Zwischen 2001 und 2008 arbeitete Mimms in seiner neuen Funktion für die Wolverhampton Wanderers, bevor er im August 2008 nach Blackburn zurückkehrte, um sich dort ebenfalls als Torwarttrainer zu engagieren.

## Titel/Auszeichnungen
- Englische Meisterschaft (1): 1987
- Charity Shield (2): 1986, 1987